# Bercy 2010
Tournées par Dorothée
Olympia 2010
Il s'agit du sixième passage de Dorothée dans la plus grande salle d'Europe: Paris-Bercy.

Après 13 ans d'absence sur scène, la chanteuse effectue son grand retour musical, d'abord lors de l'Olympia 2010 puis à Bercy pour un concert unique. La billetterie comptabilise 5201 entrées (invitations comprises). Une tournée annoncée est finalement reportée sine die.
Ce spectacle est constitué de quelques chansons issues de l'album Dorothée 2010 ainsi que des plus grands succès de la chanteuse.
De nombreux artistes du label AB Production participent au show en interprétant leurs différents succès ainsi que leurs dernières productions. Parmi eux, on peut noter la présence d'Hélène Rollès, Christophe Rippert, Sébastien Roch, Les Musclés, Bernard Minet, Ariane Carletti, Jacky, François Corbier et Jean-Paul Césari.

Les choristes historiques de Dorothée : Martine Latorre et Francine Chantereau sont aussi de la partie le temps de quelques chansons.
Ce spectacle, d'une durée de 3h30, est commercialisé en double DVD digipak collector le 13 décembre 2011 sous le nom Dorothée et le Club Dorothée : Bercy 2010, incluant également le documentaire Il était une fois... Dorothée et les clips du dernier album de l'artiste.

## Informations
| Personnes sur scène |  | | |
| Interprète : - Dorothée Artistes invités : - Les Musclés - Ariane Carletti - Christophe Rippert - Sébastien Roch - Hélène Rollès - François Corbier - Jacky - Martine Latorre et Francine Chantereau Conception et mise en scène : - Jean-François Porry Choristes : - Sophie Thiam - Sophie Gemin - Jean-Paul Césari Lumières : - Jacques Rouveyrollis |  | Musiciens : - Direction musicale : Gérard Salesses - Richard Lornac (clavier) - Michel Cabanas (basse) - Maxime Devaux (guitare) - Romain Darbon (batterie) - Jack Lestrohan (clavier) Stylisme : - Fréderique Breuzaard Décors : - Carré Magique | Chorégraphe : - Odile Bastien Danseurs : - L'Institut National du Music-Hall - Centre Européen des professions artistiques Captation publique : - Pat Le Guen |

## Partie 1
| No  | Titre | Durée |
| --- | --- | ----- |
| 1.  | Ça donne envie de chanter |       |
| 2.  | Allô, allô Monsieur l'ordinateur |       |
| 3.  | Medley Rock (Dorothée Rock / Toutes les guitares du Rock'n'roll / Toute ma vie j'ai chanté du Rock'n'roll / Détective privé)           |       |
| 4.  | Salut les Musclés (avec Les Musclés)                                                                                                   |       |
| 5.  | Medley (par Les Musclés) (La fête au village / Merguez Party / La Musclada / Le Père Noël des Musclés)                                 |       |
| 6.  | Tourterelle (duo avec Bernard Minet)                                                                                                   |       |
| 7.  | Medley (par Bernard Minet) (Bioman / Juliette, je t'aime / Les Chevaliers du Zodiaque)                                                 |       |
| 8.  | Dragon Ball Z (par Ariane Carletti) |       |
| 9.  | On a toujours besoin |       |
| 10. | Nicky Larson (par Jean-Paul Césari) |       |
| 11. | Le collège des cœurs brisés |       |
| 12. | Un amour de vacances (par Christophe Rippert)                                                                                          |       |
| 13. | I'm back (par Christophe Rippert) |       |
| 14. | Medley (par Sébastien Roch) (Au bar de Jess / Adolescentes / Mes sandales / Tu n'en fais qu'à ta tête !)                               |       |
| 15. | Salut, ça va ? (duo avec Hélène Rollès)                                                                                                |       |
| 16. | Je m'appelle Hélène (par Hélène Rollès)                                                                                                |       |
| 17. | Medley (par Hélène Rollès) (Pour l'amour d'un garçon / Dans ses grands yeux verts / Le miracle de l'amour / Peut-être qu'en septembre) |       |
| 18. | Sur mon étoile (par Hélène Rollès) |       |
| 19. | C'est toujours les vacances au Club Dorothée ! (par tous les artistes)                                                                 |       |

## Partie 2
| No  | Titre                                                                    | Durée |
| --- | ------------------------------------------------------------------------ | ----- |
| 1.  | (On m'appelait) Dorothée                                                 |       |
| 2.  | Tremblement de terre                                                     |       |
| 3.  | Docteur                                                                  |       |
| 4.  | Pour faire une chanson                                                   |       |
| 5.  | Medley "Personnages" (Rox et Rouky / Au pays de Candy / Les Schtroumpfs) |       |
| 6.  | Les petits Ewoks                                                         |       |
| 7.  | Qu'il est bête ! (avec Jacky)                                            |       |
| 8.  | Maman                                                                    |       |
| 9.  | La valise 2010                                                           |       |
| 10. | Le nez de Dorothée (duo avec Corbier)                                    |       |
| 11. | Capitaine (par Corbier)                                                  |       |
| 12. | Hou ! La menteuse                                                        |       |
| 13. | Nicolas et Marjolaine                                                    |       |
| 14. | Les neiges de l'Himalaya                                                 |       |
| 15. | Coup de tonnerre                                                         |       |
| 16. | Tant qu'on a des amis (par tous les artistes)                            |       |
| 17. | Folle de vous                                                            |       |

## Date et Lieu du Concert
- Bercy 2010

| Date                   | Ville |
| ---------------------- | ----- |
| 18 décembre 2010 20h30 | Paris |

## Crédits
- Paroles : Jean-François Porry.
- Musiques : Jean-François Porry / Gérard Salesses.